# Compsodecta maxillosa
Compsodecta maxillosa är en spindelart som först beskrevs av Pickard-Cambridge F. 1901.  Compsodecta maxillosa ingår i släktet Compsodecta och familjen hoppspindlar. Inga underarter finns listade i Catalogue of Life.